# Serdar (localitate)
Serdar, mai de mult Gyzylarbat sau Kyzyl-Arvat, este un oraș din provincia Balkan (Turkmenistan). Populația orașului era de 33.388 de locuitori, potrivit recensământului din 1989.
Orașul Serdar este situat la nord-vest de capitala țării, Așgabat.

## Istorie
Orașul Serdar este situat aproape de vechea cetate persană Farava. Locuitorii regiunii făceau parte din poporul scit, daheenii care trăiau la est de Marea Caspică.
În 1881 a fost construită o gară în orașul modern pe Calea Ferată Transcaspiană.
În iulie 1918, în urma declarării legii marțiale în capitala Așhabad, comisarul V. Frolov, șef al Ceka din Tașkent, a impus autoritatea sovietului din Tașkent în regiune și s-a deplasat la Serdar. Deși i-a amenințat cu execuția pe feroviarii organizatori de greve, aceștia s-au înarmat  contra puterii sale. A fost ucis împreună cu unii dintre colaboratorii săi, în timp ce ceilalți au fost dezarmați. Această acțiune de forță a deschis calea formării guvernului transcaspian.